# Pandemia influenzale del 2009-2010 in Italia
La pandemia di Influenza A del 2009-2010 in Italia (o anche pandemia da Febbre Suina) ha avuto le sue manifestazioni epidemiche iniziali al 23 aprile 2009, quando un cittadino era rientrato dal Messico ed è risultato positivo per il virus H1N1 contagiando altre 6 persone che a loro volta hanno contagiato anche altre persone dando inizio ad una pandemia.
L'ultimo incremento fu registrato a febbraio 2010, arrivando ad un totale di 6 attualmente positivi. L'ultimo dimesso/guarito fu registrato invece ad aprile dello stesso anno, segnando la vera fine della pandemia.

## Diffusione epidemica
Al 23 aprile 2009 una donna proveniente da San Diego è stata ricoverata a Venezia come caso sospetto. Al 30 aprile 2009 nella penisola si contavano circa venti casi sospetti, ma nessuno di questo è stato confermato.
Il 2 maggio viene riscontrato il primo caso positivo di questa influenza. Il paziente è stato ricoverato nell'ospedale di Massa il 23 aprile 2009 dove è stato prontamente accolto e guarito. Il secondo caso si registra il giorno dopo. Il paziente affetto era ritornato dal Messico e viene ricoverato a Roma, dove guarisce.
La Coldiretti, la più grande associazione di rappresentanza e assistenza dell'agricoltura italiana, ha invitato la popolazione ad acquistare carne di maiale e salumi, evitando il panico.
Il 17 luglio sono 258 gli italiani colpiti dal virus H1N1, fortunatamente tutti guariti o comunque in buone condizioni di salute.
Il 26 luglio è morto il primo italiano, residente in Argentina.
Sabato 29 agosto viene ricoverato in gravi condizioni all'ospedale di Monza un ragazzo di 24 anni, di Parma, che ha contratto il virus. Si tratta del primo grave caso sulla penisola il 3 settembre i medici hanno dichiarato che il paziente ha battuto il virus; ciononostante egli rimane in coma e in prognosi riservata per le complicanze sopraggiunte; lascerà l'ospedale di Monza solo in ottobre.
Il 4 settembre si è verificata la prima vittima in Italia: un napoletano di 51 anni, colpito dal virus è deceduto dopo essere stato ricoverato in gravi condizioni. La morte è sopravvenuta non per gli effetti del virus, ma per il complicarsi delle importanti patologie da cui era già da tempo affetto il paziente.
Il 19 settembre muore una donna di 46 anni ricoverata dal 30 agosto all'ospedale Papardo di Messina. La donna, che aveva contratto il virus da alcuni familiari di ritorno da una vacanza in Inghilterra, non soffriva di patologie pregresse. Si tratta perciò del primo decesso in Italia causato dal solo virus H1N1.
Al 2 aprile 2010 non c'erano più né nuovi contagi né soggetti ancora positivi, e quel mese ha segnato la fine della pandemia.
L'ultimo comunicato emesso dal Ministero della Salute fissa a 229 il numero di «vittime collegate alla nuova influenza» che, in rapporto al numero stimato dei casi (439.779) corrisponde a una letalità di circa lo 0,05 %, molto meno rispetto a quella della passata influenza H3N2.